# بارمان (شاهنامه)
بارمان، یکی از پهلوانان تورانیِ شاهنامه است که به همراه هومان، دیگر پهلوان تورانی، از افراسیاب دستور می‌گیرند در جنگ میان توران و ایران، جلوی آشنایی سهراب و رستم را بگیرند. افراسیاب امید داشت که بدین ترتیب نخست رستم به دست سهراب کشته شود و سپس بارمان و هومان سهراب را بکشند.

## بارمان جنگ پشنگ
در جنگ پشنگ که نتیجه‌اش هلاکت نوذر شاه ایران و تسخیر کشور بود، در حین جنگ، رزمی میان بارمان و قباد پسر کاوه آهنگر در گرفت و قباد در میدان کشته شد. سپس بارمان نیز توسط قارن برادر قباد کشته شد.
| چنین گفت مر بارمان را قباد |  | که یک چند گیتی مرا داد داد       |
| بجایی توان مُرد کآید زمان   |  | بیاید زمان یک زمان بی‌گمان        |
| بگفت و بر انگیخت شبدیز را  |  | بداد آرمیدن دل تیز را            |
| ز شبگیر تا سایه گسترد هور  |  | همی این بر آن، آن بر این کرد زور |
| به فرجام پیروز شد بارمان   |  | به میدان جنگ اندر آمد دمان       |

## بارمان جنگ دوازده‌رخ
بعدها در زمان کیکاووس و کیخسرو، بارمان در نبردی تن به تن با رهام روبرو شد. گودرز که سپهسالار کیخسرو و پیران سپهسالار افراسیاب در درهٔ میان کوه زیبد و کوه کنابد بودند. در این نبرد سخت بخاطر جلوگیری از قتل‌عام بیشمار از طرفین، تصمیم به جدال تن به تن گرفته شد که بارمان با رهام هم‌نبرد گشت و از او شکست خورده و کشته شد.
قرعهٔ پنجم نبرد یازده‌رخ، میان رهام و بارمان افتاد هر دو سواره از جناحین وارد گودال نبرد شدند، هر دو جنگ آزموده پس از تیر باران یکدیگر دست به سنان بردند و بسیار دور هم گشتند سر انجام رهّام نیزه‌ای زد ران بارمان و اسب را به هم دوخت و تُرک سترگ از اسب افتاد. نیزه دوم را بر پشت او زد و از اسب پیروزمندانه پیاده شد سر از تن بارمان جدا کرد. سپس به کین سیاوش خونش را بر چهره مالید فاتحانه با درفش پیروزی بر جایگاه نشان که بالای تپه‌ای بود بالا رفت تا ایرانیان و تورانیان نتیجه نبرد را ملاحظه نمایند:
| فرود آمد از باره کرد آفرین     |  | ز دادار بر بخت شاه زمین      |
| به کین سیاوش کشیدش نگون        |  | ز کینه بمالید بر روی خون     |
| به زین اندر آهخت و بستش چو سنگ |  | سر آویختـه پـای‌هـا زیـر تنگ  |
| نشست از بر زین و اسپش کشان     |  | بیـامـد دوان تـا بجـای نشـان |